# NK Viljevo
NK Viljevo je nogometni klub iz Viljeva, nedaleko Donjeg Miholjca u Osječko-baranjskoj županiji. Klub je osnovan 1949. godine.
NK Viljevo je član Nogometnog središta D. Miholjac, te Županijskog nogometnog saveza Osječko-baranjske županije.
U sezoni jesen 2003. godine ostvarila je jedan od najvećih rezultata u povijesti kluba kada dijeli prvo mjesto s ekipom Jedinstva iz Donjeg Miholjca uz osvojena 33 boda iz 15 utakmica s gol-razlikom 23:4.
Ujedno juniorska ekipa je u konkurenciji s ekipama Jedinstva iz Donjeg Miholjca, BSK iz Bizovca, Croatie iz Veliškovaca i drugih ekipa prva s osvojenih 27 bodova iz 11 utakmica i gol-razlikom 76:16.
Pioniri NK Viljevo su u sezoni 2002./03. godina osvojili prvo mjesto u svom rangu natjecanja.
U sezoni 2004./05. seniorska ekipa je osvojila prvo mjesto u 2. ŽNL Osječko-baranjskoj NS Valpovo – D. Miholjac i plasirala se u 1. ŽNL Osječko-baranjska gdje su igrali i u sezoni 2020./21..

## Uspjesi kluba
- 2004./06. i 2016./17. – prvak 2. ŽNL NS Valpovo – D. Miholjac. 2020./21. – pobjednik Kup-a NS D. Miholjac,

## Vanjske poveznica
- Općina Viljevo, službene internet stranice